# Солодков Леонід Михайлович
Леонід Михайлович Солодков (нар. 10 квітня 1958, Чорнухине, Перевальський район, Луганська область) — офіцер водолазно-рятувальної служби, останній Герой Радянського Союзу (24 грудня 1991), капітан 2-го рангу (1999).

## Біографія
Народився 10 квітня 1958 року у селі Чорнухине Перевальського району Луганської області Української РСР. Росіянин. Дитячі роки провів у місті Волзький Волгоградській області, де закінчив 10 класів школи. У 1976 році закінчив один курс Обнінської філії Московського інженерно-фізичного інституту.
У Військово-Морському Флоті із серпня 1976 року. У червні 1981 року закінчив Вищу військово-морське інженерне училище імені Ф. Е. Дзержинського (місто Ленінград), у листопаді 1981 року — 6-те Вищі офіцерські класи ВМФ.
1981—1984 — командир водолазної групи рятувального судна «Зангезур», 1984—1986 — помічник командира з рятувальних робіт рятувального судна «Зангезур» Чорноморського флоту. Керував підготовкою екіпажів підводних човнів за методами та способами порятунку з аварійних підводних човнів в Алжирі.
З травня 1986 року молодший науковий співробітник — водолазний спеціаліст Державного науково-дослідного інституту аварійно-рятувальної справи, водолазних та глибоководних робіт Міністерства оборони СРСР. Керував та брав активну участь у створенні та випробуванні водолазної техніки та спорядження, в експериментах з тривалого перебування під підвищеним тиском до 50 атмосфер з метою випробування нових технологій. Випробування з виконанням практичних підводних робіт дозволили своєчасно виявити недоліки спорядження, розробити рекомендації щодо їх усунення. Відпрацював під водою та в барокамері понад 3 000 годин. За тривалістю перебування на досягнутій глибині занурення (15 днів — на глибині 500 метрів, 25 днів — на 450 метрів) зазначені експерименти є рекордними в Росії, а за обсягом проведених досліджень не мають аналогів у світі. Неодноразово надавав дієву допомогу спеціалістам флотів з освоєння нової техніки. Автор винаходів, публікацій з проблем водолазної справи.
Указом Президента СРСР № УП-3158 від 24 грудня 1991 року за успішне виконання спеціального завдання командування та виявлені при цьому мужність і героїзм капітану 3-го рангу Солодкову Леоніду Михайловичу присвоєно звання Героя Радянського Союзу з врученням ордена Леніна (№ 460776) і медалі «Золота Зірка» (№ 11664).
Наступного дня Радянський Союз припинив своє існування, і Золоту Зірку було вручено Герою лише 16 січня 1992 року — через 22 дні після розпаду країни.
З липня 1994 року капітан 3 рангу Л. М. Солодков — у запасі. Живе у місті Санкт-Петербург. Займається громадською діяльністю.

## Нагороди
- Герой Радянського Союзу (№ 11664; 24.12.1991);
- орден Леніна (24.12.1991);
- орден Червоного Прапора (25.07.1990);
- медалі.